# Аввакум (пророк)

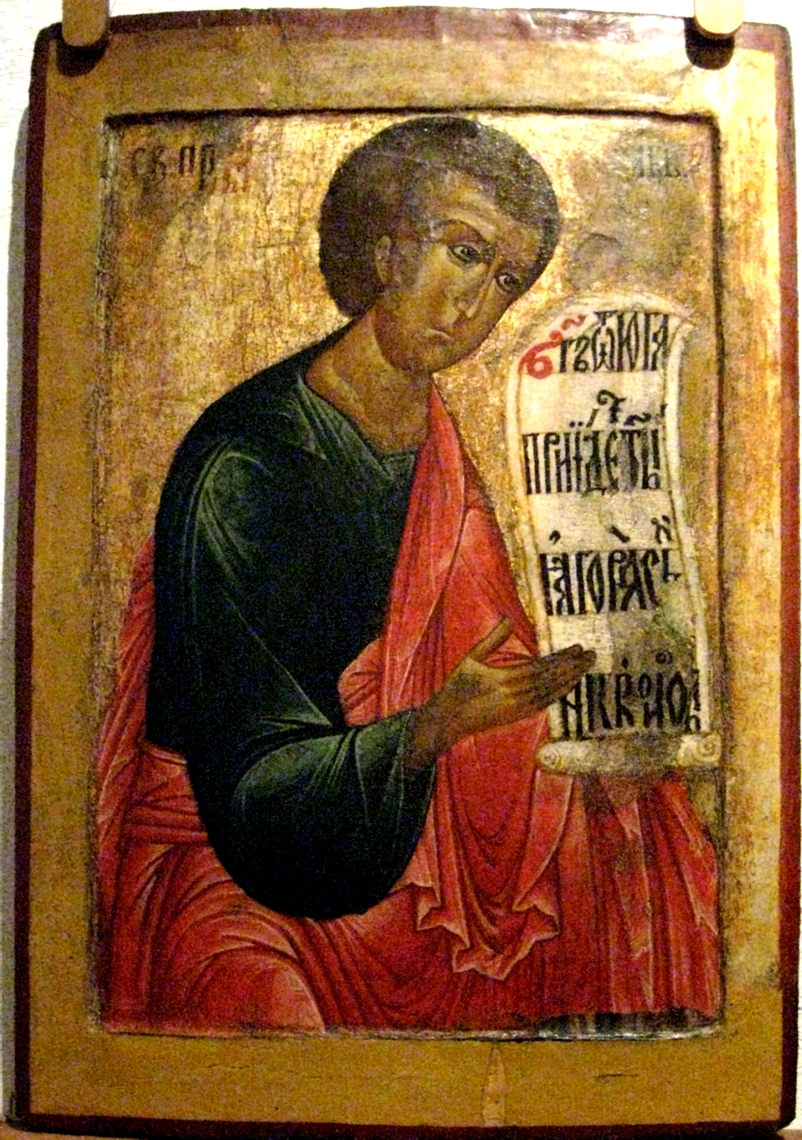
Икона из Кирилло-Белозерского монастыря, XVII век

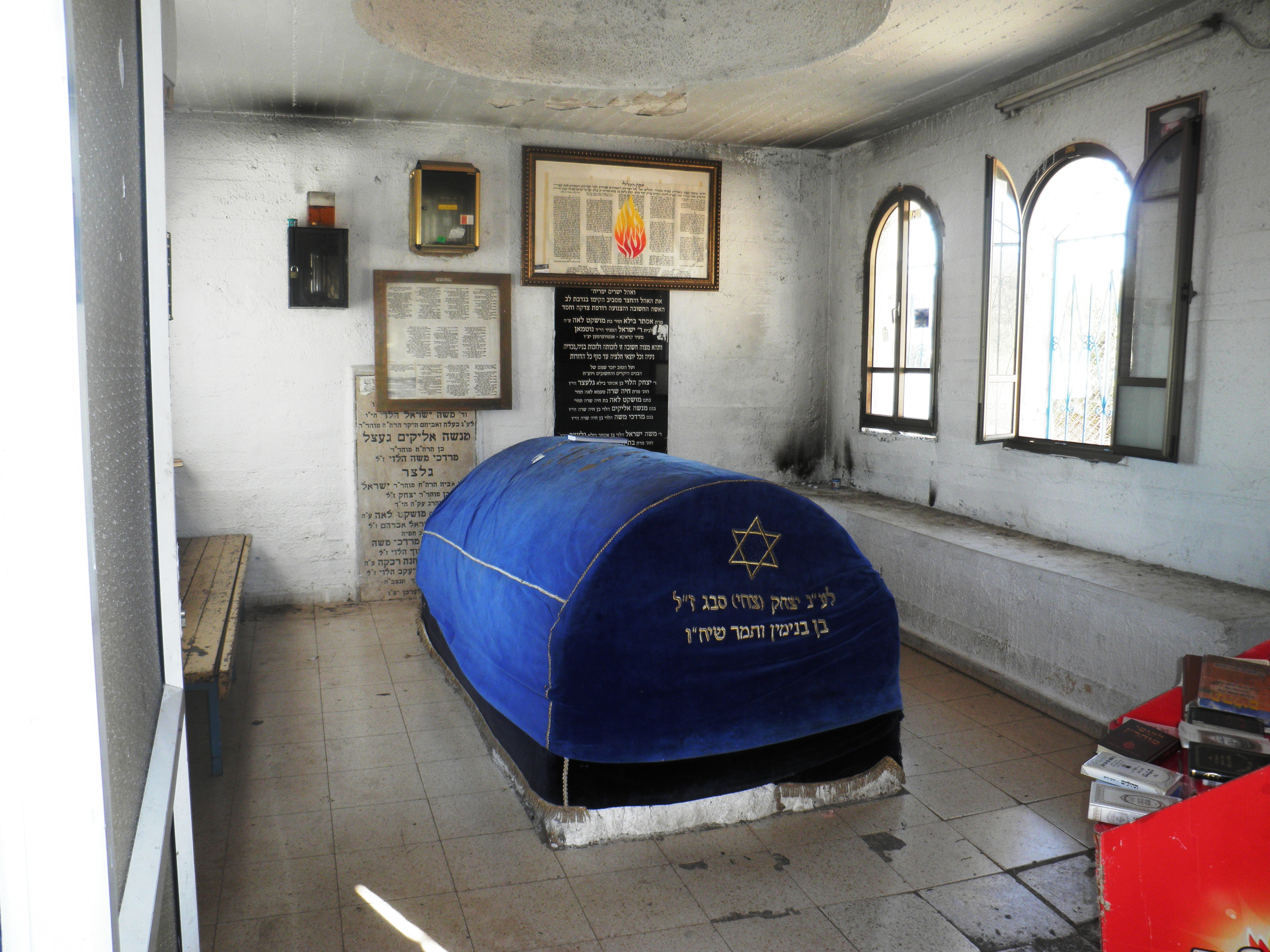
Могила Аввакума в Кадарим

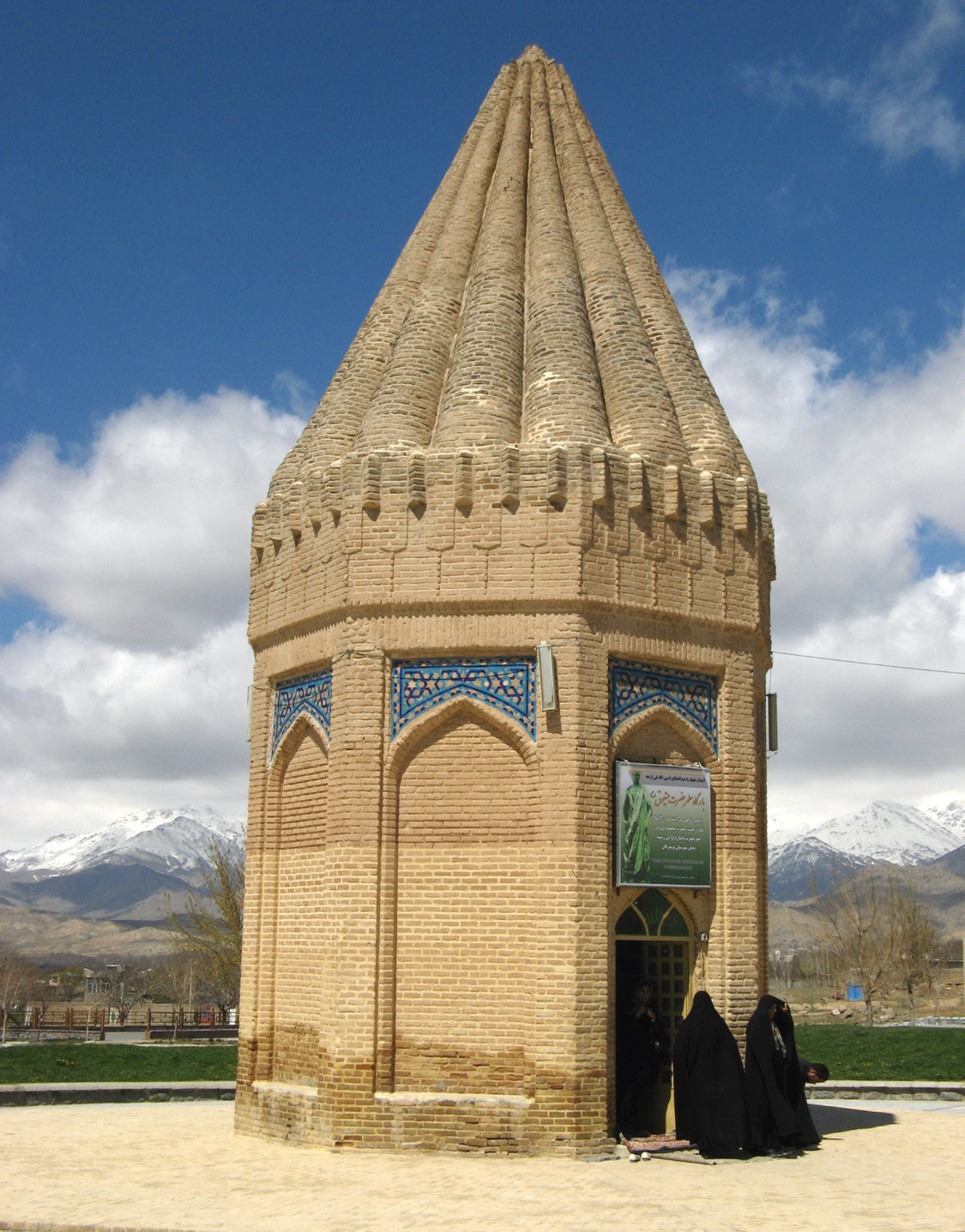
Могила Аввакума в Туйсеркане

Авваку́м (др.-евр. חֲבַקּוּק‬, Хавакук, греч. Αμβακουμ, лат. Abacuc) — ветхозаветный пророк, восьмой из двенадцати «малых» пророков; автор названной его именем книги, предсказавший приход Мессии и пленение Иерусалима (Книга пророка Аввакума). Память 2 декабря в Соборе св. праотец и в 1-ю Неделю Великого поста; пам. зап. 15 янв).

## Имя
О значении еврейского имени пророка Хаваккук, которое дважды упоминается в книге (Авв 1. 1; 3. 1), у исследователей нет единого мнения. Иудейская традиция (Зогар 1. 7; 2. 44-45), Иероним Стридонский и некоторые толкователи XIX—XX вв. (свящ. А. Глаголев, архиепископ Варфоломей (Ремов) имя «Аввакум» возводят к ивр. חָבַק‎ ḥāḇaq «обнимать»; ряд учёных (М. Нот, У. Олбрайт и др.) выводит имя пророка из аккад. ḫambaqūqu «название душистого садового растения».

## Жизнь
Достоверных сведений о жизни Аввакума не сохранилось. В неканонической части Дан 14. 33-39 имеется рассказ об Аввакуме, который принес еду пророку Даниилу, брошенному в ров со львами. По греческому надписанию этой легенды о Виле и драконе (Дан 14 (LXX), Аввакум был сыном некоего левита Иисуса. Согласно иудейской традиции, матерью Аввакума была сонамитянка, которой пророк Елисей (кон. X — нач. IX в. до н. э.) предсказал, что она через год будет обнимать сына (4 Цар 4. 16) (Зогар 1. 7; 2. 44-45). В жизнеописании пророков, возможно восходящем к более раннему еврейскому источнику, и дошедшем до нас в разных редакциях, приписываемых святым Епифанию Кипрскому, Дорофею Тирскому и Исихию Иерусалимскому, сообщается, что Аввакум был родом из колена Симеонова, сыном некоего Асафата из Бетхозера, пережил взятие Иерусалима, и умер всего за два года до возвращения евреев из плена. Его могила находилась в городе Кеиль (Eusebii Onomasticon 114. 15, но есть и указание на город Габату — Onomasticon 70. 23). О захоронении Аввакума в его родном городе (Бетхозере) сообщает Псевдо-Епифаний (De vita prophetarum. 16).
На основании свидетельства самой книги местом проповеди Аввакума считается Иудея, возможно Иерусалим (ср. Авв 2. 7). Время его служения определяется предсказанием о нашествии халдеев (Авв 1. 6) и описанием состояния иудейского общества, в котором, несмотря на царившее беззаконие, продолжалось храмовое богослужение. Это пространное указание позволяет датировать служение пророка по-разному: временем правления царей Езекии (Юнгеров — между 714 и 700), Манассии (Глаголев, еп. Палладий), Иоакима и эпохи халдейского нашествия (ок. 650 до 590 — доминирующая в научной литературе датировка).

## Книга пророка Аввакума
Надписания (Авв 1. 1; 3. 1) делят Книгу пророка Аввакума на 2 части. «Пророческое видение» относится к первым 2 главам, основной темой которых является предсказание о грядущем нашествии халдеев и обличение неправедных народов; «Молитва Аввакума, пророка, для пения» выделяет теофанический псалом, изображающий грядущего на суд Господа (Авв 3). Композиционно книга состоит из 3 частей. В первой (1. 2-2. 5) ставится центральная богословская проблема всей книги — проблема теодицеи: как Творец, правящий миром и историей, может допускать притеснение праведных (1. 11-12) нечестивым народом. В ответ на «плач» о насилии и беззаконии в Иудее (1. 2-4) Бог даёт пророку предсказание о нападении халдеев, посланных им как наказание (1. 5-11) с целью восстановить Закон (1. 12б). Пророк оплакивает насилие, творимое нечестивым народом халдеев (1. 12-17), и получает ответ-обетование Господа, раскрывающий Промысл Божий в истории: всё насилие и высокомерие врагов будет уничтожено, спасён же будет тот, кто верен Богу (ст. 2. 1-5; особенно ст. 4). Господу подчиняются и языческие державы, которые он использует как инструмент своего промыслительного действия в истории — с целью восстановить закон — и которые сами потом становятся объектом его карающего суда.
Во второй части это обетование конкретизируется в 5 проклятиях халдеям (2. 6-20) за их жестокость, беззаконие и идолопоклонство.
Третья часть — «молитва пророка Аввакума» (3. 1-19) — изображает пришествие Судии мира, и толкуется христианской традицией как содержащая мессианские предсказания о боговоплощении Иисуса Христа (3. 3).
Пророчества его, состоящие из трёх кратких глав, составляют 8-ю книгу сборника 12 Малых пророков (трей-асар) в еврейском каноне. Время и место деятельности Аввакума с точностью не обозначено; но из содержания его речей, в которых он жалуется на угнетение слабых сильными и говорит (Авв. 1:6) о завоевательных походах халдеев, можно заключить, что он жил во время первого нашествия халдеев на Иерусалим, при царе Иоакиме.